# (15550) Sydney
(15550) Sydney est un astéroïde de la ceinture principale.

## Description
(15550) Sydney est un astéroïde de la ceinture principale. Il fut découvert le 31 mars 2000 à Reedy Creek par John Broughton. Il présente une orbite caractérisée par un demi-grand axe de 2,97 UA, une excentricité de 0,12 et une inclinaison de 9,6° par rapport à l'écliptique.

## Compléments